# Sorbitol
Sorbitol (sorbit, D-glucitol) je cukerný alkohol (alditol). Je obsažen v ovoci, zejména v třešních a hruškách. Izolován byl poprvé v roce 1872 z jeřábu ptačího. Užívá se jako náhradní sladidlo při výrobě pečiva, cukrovinek, žvýkaček aj.
Průmyslově se vyrábí redukcí glukosy. Výrobu sorbitolu ze sacharózy lze realizovat dvěma způsoby – chemickou a biochemickou cestou. V obou případech je nejprve nutné rozštěpit molekulu sacharózy na glukózu a fruktózu a dále pracovat s těmito monosacharidy. Vedlejším produktem technologie výroby sorbitolu je fruktózový sirup.
Sorbitol je používán jako náhradní sladidlo pro diabetiky. Má poloviční sladivost než běžný cukr a v organismu se mění na fruktosu. Dále se používá pro přípravu infúzních roztoků, pro výrobu vitamínu C, tenzidů, léků, zubních past a nízkoimpulzních raketových pohonných směsí. Ve členských státech EU se sorbitol označuje na výrobcích kódem E420.